# Fluidodinâmica computacional

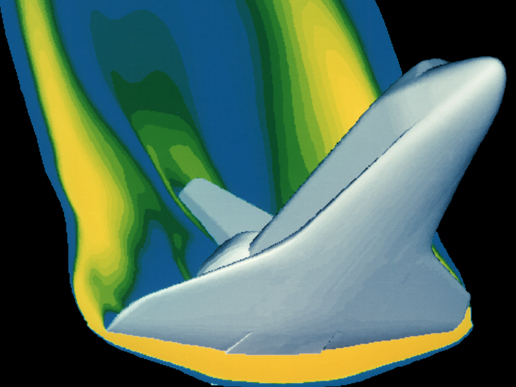
Simulação computacional do escoamento de alta velocidade em torno do ônibus espacial durante a reentrada.

Fluidodinâmica computacional ou dinâmica dos fluidos computacional (em inglês: Computational Fluid Dynamics — CFD), pode ser descrita de forma generalizada como a simulação numérica de todos aqueles processos físicos e/ou físico-químicos que apresentam escoamento. 
A predição dos campos de concentração, velocidades, pressão, temperaturas e propriedades turbulentas, é efetuada através de modelos microscópicos baseados nos princípios de conservação de massa, da energia e da quantidade de movimento, no domínio do espaço e do tempo.
A seguir algumas aplicações representativas de CFD:
- Simulação computacional de difusão e convecção de substâncias em bacias hidrográficas e aqüíferos;
- Planejamento e gestão de recursos hídricos;
- Aerodinâmica e aerotermodinâmica de veículos aeroespaciais;
- Aerodinâmica de veículos terrestres (trens, caminhões, carros, etc);
- Refrigeração de reatores nucleares;
- Indústria de petróleo;
- Caracterização de poluição ambiental, análise e simulação de lançamento de poluentes e contaminantes em correntes hídricas;
- Hidrodinâmica e hemodinâmica computacionais;
- Previsão de tempo;
- Projeto de sistemas propulsivos e de geração de energia em geral.

A Teoria do Contínuo fundamenta a conceituação teórica que justifica a maior parte das análise em CFD. O fluido, um meio contínuo, é discretizado com base no modelo das partículas fluidas. Esta abstração conceitua um elemento representativo de volume, ou representative element of volume, REV. Neste elemento de volume, de micro ou nano dimensões, uma propriedade ou quantidade física mantem um valor médio, sob as mesmas condições, passível de reprodução em laboratório, sob as mesmas solicitações externas ao fluido. Assim uma partícula representativa de um volume de fluido, o REV, é o menor volume em que as propriedades do fluido se mantém. As moléculas de um contínuo vibram constantemente, cessando esta vibração somente no estado de repouso termodinâmico, o zero absoluto. Fisicamente em um REV o caminho médio percorrido pelas moléculas do fluido entre duas sucessivas é no mínimo da ordem de grandeza das próprias moléculas deste fluido. 

## Fluidodinâmica computacional em biorreatores
A fluidodinâmica computacional tem como uma de suas áreas de atuação a simulação da hidrodinâmica de biorreatores, na qual atua através da resolução simultânea da equação da continuidade e das equações de Navier-Stokes.[carece de fontes?]

### Equação da continuidade

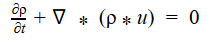
Equação da continuidade

A equação da continuidade é uma equação que descreve o transporte de uma quantia, seja essa quantia massa, energia, momento, carga elétrica, etc. De tal forma, por abranger o transporte de tantos aspectos, acaba sendo uma equação útil para diversos tipos de fenômenos. 
Ela pode ser escrita de diversas maneiras, tendo como base o que é a quantia a ser tratada. Quando relacionada à dinâmica de fluidos, ela apresenta o seguinte formato mostrado na imagem, no qual ρ é a densidade do fluido, t é o tempo, u é o vetor velocidade de fluxo e ∇ é o operador divergência.
Em fluidos incompressíveis a densidade (ρ) é constante, de forma que a equação é simplificada sobrando apenas: ∇.u = 0 . 

### Equações de Navier-Stokes
As equações de Navier-Stokes são utilizada na descrição do movimento de fluidos viscosos. Todavia, só permitem descrever escoamentos laminares, ou que sejam ao menos previsíveis de alguma forma. Elas permitem visualizar tanto em coordenadas cartesianas como em cilíndricas.

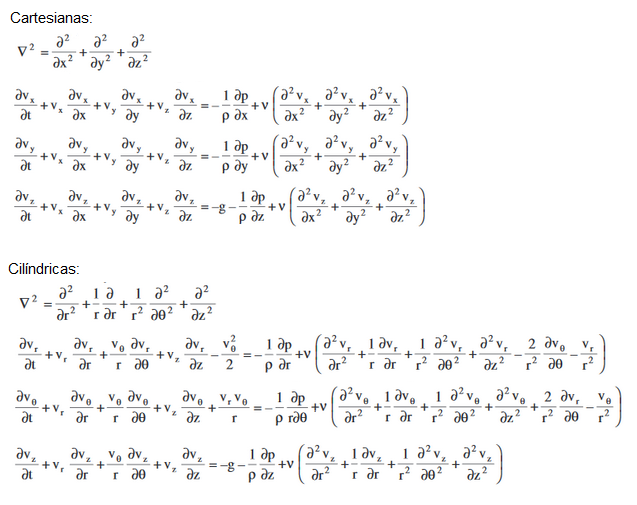
Equação de Navier-Stokes para coordenadas cartesianas e cilíndricas.

### Utilização em biorreatores

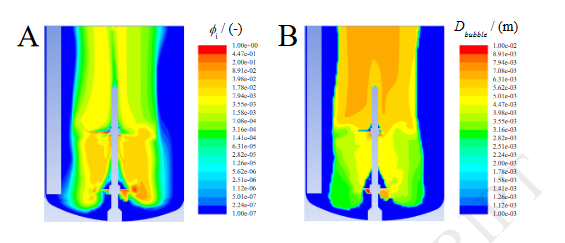
Plotagem do contorno da fração de volume de gás (A) e tamanho da bolha (B), calculados em um biorreator tanque agitado de 5000L numa velocidade de 44 rpm com vazão de gás a 45 L/min com um tamanho inicial de bolas igual a 6.5mm.

Durante a utilização de CFD em biorreatores é feita uma divisão do volume do reator em partes bem menores denominadas “células”, sobre cada uma delas será aplicada a resolução simultânea das equações citadas acima. De tal forma, é possível analisar como o fluido se comporta dentro do biorreator, permitindo assim comparações entre diferentes configurações do mesmo, tendo em vista que alguns parâmetros podem ser alterados tal como velocidade do impelidor, fluxo de entrada de ar e retenção de gás. 

## Exemplos de softwares CFD
- Advanced Simulation Library
- Coolfluid
- deal.II
- Gerris
- Nektar++
- OpenFOAM
- SU2 code